# Savoia 1908 2025-2026
Questa voce raccoglie le informazioni riguardanti il Savoia 1908 nelle competizioni ufficiali della stagione 2025-2026.

## Stagione
La stagione 2025-2026 è la 103ª stagione sportiva.
Dopo aver disputato il campionato di Serie D (girone G) 2024-2025, il Savoia viene inserito nel girone I per la stagione seguente. La panchina viene affidata al tecnico ex Bari primavera Raimondo Catalano. L'esordio stagionale è previsto per il 31 agosto, in Coppa Italia Serie D, con la vincente tra Acerrana e Afragolese, mentre il debutto in campionato avverrà il 7 settembre in casa con i siciliani del Gela.

## Divise e sponsor
Il fornitore tecnico per la stagione 2025-2026 è Legea, mentre lo sponsor ufficiale è cartareale.it.
La maglia casalinga è di colore bianco caratterizzata dal girocollo. Lo sponsor principale è riportato in caratteri minuscoli di colore rosso, quello tecnico è scritto in nero. La maglia da trasferta ha le stesse caratteristiche della prima divisa, ma di colore nero. Entrambi gli sponsor sono riportati con caratteri di colore bianco.

I pantaloncini sono completamente neri, sia per la prima che per la seconda divisa. Su di essi lo sponsor tecnico è scritto in bianco ed applicato sulla destra, mentre sulla sinistra è presente il logo societario, in egual guisa di quello riportato sulla casacca. Completano la divisa i calzettoni, bianchi per le gare casalinghe, neri per la seconda casacca.
| Casa | Trasferta | Terza divisa |

## Organigramma societario
Di seguito l'organigramma societario per la stagione 2025-2026.
Area direttiva
- Presidente: Arcangelo Sessa
- Presidente onorario: Emanuele Filiberto di Savoia
- Vice presidente: Stefano Popolo
- Responsabile ufficio legale: Pierpaolo Telese
- Amministratore Delegato: Salvatore Romano
- Direttore generale/Consigliere: Raffaele Auriemma

Area organizzativa
- Segretario: Rosario Lepre

Area comunicazione
- Responsabile: Luigi Capasso
- Graphic designer: Mattia Meo
- Fotografi: Antonio Vista, Angelo Vista

Area marketing
- Responsabile: Bruno Ausiello

Area sportiva
- Direttore sportivo: Antonio Mazzei
- Club manager: Riccardo Gaglione
- Segretario Operativo: Antonino Conte
- Dirigente Accompagnatore: Giuseppe Nella

Area tecnica
- Allenatore: Raimondo Catalano
- Allenatore in seconda: Michele Califano
- Team manager: Riccardo Gaglione
- Preparatore dei portieri: Vincenzo Improta
- Vice preparatore dei portieri: Pierluigi Sorrentino
- Responsabile magazzino: Maurizio Romito

Area sanitaria
- Medici sociali: Giuseppe Basile, Alfonso Ciniglio, Vincenzo Angelotti
- Responsabile massaggiatori: Luigi Ferrara, Andrea Vecchione
- Preparatore atletico: Bartolomeo Segale
- Preparatore recupero infortuni: Antonio De Sarro

## Rosa
Rosa della stagione 2025-2026.
| N. |                   | Ruolo | Calciatore            |
| -- | ----------------- | ----- | --------------------- |
| 1  | Italia (bandiera) | P     | Leonardo Di Lauro     |
| 2  | Italia (bandiera) | D     | Giuseppe Bitonto      |
| 4  | Spagna (bandiera) | D     | Checa                 |
| 7  | Italia (bandiera) | A     | Giovanni Pinna        |
| 8  | Italia (bandiera) | D     | Francesco Meola       |
| 9  | Italia (bandiera) | A     | Antonio Negro         |
| 10 | Spagna (bandiera) | A     | Dani Muñoz            |
| 11 | Italia (bandiera) | A     | Francesco Umbaca      |
| 14 | Italia (bandiera) | C     | Domenico Russo        |
| 17 | Italia (bandiera) | C     | Jacopo Tiveron        |
| 19 | Spagna (bandiera) | C     | Félix Ledesma         |
| 20 | Italia (bandiera) | C     | Pasquale Pisacane     |
| 21 | Italia (bandiera) | D     | Luigi Piccolo         |
| 22 | Italia (bandiera) | P     | Ferdinando De Lorenzo |
| 24 | Italia (bandiera) | D     | Zaccaria Rioda        |

| N. |                    | Ruolo | Calciatore             |
| -- | ------------------ | ----- | ---------------------- |
| 25 | Italia (bandiera)  | D     | Francesco Forte        |
| 26 | Italia (bandiera)  | D     | Francesco D'Antuono    |
| 27 | Italia (bandiera)  | D     | Pio Schiavi            |
| 43 | Italia (bandiera)  | C     | Francesco Pio D’Angelo |
| 46 | Italia (bandiera)  | D     | Valentino Frasson      |
| 66 | Italia (bandiera)  | D     | Andrea Cadili          |
| 68 | Francia (bandiera) | C     | Matiss Sellaf          |
| 73 | Italia (bandiera)  | C     | Riccardo Battilo       |
| 78 | Italia (bandiera)  | C     | Domenico Esposito      |
| 80 | Italia (bandiera)  | C     | Evaristo Morelli       |
| 85 | Italia (bandiera)  | P     | Luigi Sciammarella     |
| 88 | Italia (bandiera)  | A     | Andrea Fiasco          |
| 94 | Italia (bandiera)  | A     | Ciro Favetta           |
| 99 | Italia (bandiera)  | P     | Nicola Pellino         |
|    | Italia (bandiera)  | C     | Ciro Borrelli          |

## Calciomercato

### Sessione estiva(da luglio a settembre)
| Acquisti         | Acquisti              | Acquisti               | Acquisti   |
| R.               | Nome                  | da                     | Modalità   |
| ---------------- | --------------------- | ---------------------- | ---------- |
| P                | Ferdinando De Lorenzo | Reggina                | definitivo |
| P                | Leonardo Di Lauro     | Juve Stabia            | definitivo |
| P                | Luigi Sciammarella    | Ascoli                 | definitivo |
| D                | Andrea Cadili         | Sorrento               | definitivo |
| D                | Checa                 | Vibonese               | definitivo |
| D                | Francesco Forte       | Manfredonia            | definitivo |
| D                | Valentino Frasson     | Sambiase               | definitivo |
| D                | Luigi Piccolo         | Acireale               | definitivo |
| D                | Zaccaria Rioda        | Venezia                | definitivo |
| C                | Domenico Esposito     | Sorrento               | definitivo |
| C                | Félix Ledesma         | Brindisi               | definitivo |
| C                | Francesco Meola       | Akragas                | definitivo |
| C                | Pasquale Pisacane     | Turris                 | definitivo |
| C                | Jacopo Tiveron        | Padova                 | definitivo |
| A                | Ciro Favetta          | Nocerina               | definitivo |
| A                | Dani Muñoz            | Sarnese                | definitivo |
| A                | Giovanni Pinna        | COS Sarrabus Ogliastra | definitivo |
| A                | Francesco Umbaca      | Sambiase               | definitivo |
| Altre operazioni |                       |                        |            |
| R.               | Nome                  | da                     | Modalità   |
| C                | Ciro Borrelli         | Napoli                 | definitivo |

| Cessioni         | Cessioni                | Cessioni   | Cessioni      |
| R.               | Nome                    | a          | Modalità      |
| ---------------- | ----------------------- | ---------- | ------------- |
| P                | Luciano Borrelli        |            | svincolato    |
| D                | Alessandro Celli        |            | svincolato    |
| D                | Larry Clark Guifo Bogne |            | svincolato    |
| D                | Mattia Marisei          |            | svincolato    |
| D                | Domenico Orta           |            | svincolato    |
| D                | Alessio Pellegrini      | Cittadella | fine prestito |
| D                | Matteo Pellegrini       |            | svincolato    |
| C                | Aldo Bezzon             |            | svincolato    |
| C                | Roberto Del Mondo       |            | svincolato    |
| C                | Vincenzo Franci         |            | svincolato    |
| C                | Salvatore Giglio        |            | svincolato    |
| C                | Pasquale Iaccarino      | Pineto     | fine prestito |
| C                | Giuseppe La Monica      |            | svincolato    |
| C                | Giuseppe Lauria         |            | svincolato    |
| A                | Ryan Luka               |            | svincolato    |
| A                | Riccardo Maniero        |            | svincolato    |
| A                | Antonio Messina         |            | svincolato    |
| A                | Luca Quirino            |            | svincolato    |
| Altre operazioni |                         |            |               |
| R.               | Nome                    | da         | Modalità      |
| C                | Ciro Borrelli           | Napoli     | fine prestito |
| A                | Gabriele Cenciarelli    |            | svincolato    |
| A                | Alessandro Paudice      | Benevento  | ?             |

## Risultati

### Serie D

#### Girone di andata
| Torre Annunziata 7 settembre 2025, ore 15:00 CEST 1ª giornata | Savoia | – | Gela | Stadio Alfredo Giraud |

| 2ª giornata |  | – |  |  |

| 3ª giornata |  | – |  |  |

| 4ª giornata |  | – |  |  |

| 5ª giornata |  | – |  |  |

| 6ª giornata |  | – |  |  |

| 7ª giornata |  | – |  |  |

| 8ª giornata |  | – |  |  |

| 9ª giornata |  | – |  |  |

| 10ª giornata |  | – |  |  |

| 11ª giornata |  | – |  |  |

| 12ª giornata |  | – |  |  |

| 13ª giornata |  | – |  |  |

| 14ª giornata |  | – |  |  |

| 15ª giornata |  | – |  |  |

| 16ª giornata |  | – |  |  |

| 17ª giornata |  | – |  |  |

#### Girone di ritorno
| 18ª giornata |  | – |  |  |

| 19ª giornata |  | – |  |  |

| 20ª giornata |  | – |  |  |

| 21ª giornata |  | – |  |  |

| 22ª giornata |  | – |  |  |

| 23ª giornata |  | – |  |  |

| 24ª giornata |  | – |  |  |

| 25ª giornata |  | – |  |  |

| 26ª giornata |  | – |  |  |

| 27ª giornata |  | – |  |  |

| 28ª giornata |  | – |  |  |

| 29ª giornata |  | – |  |  |

| 30ª giornata |  | – |  |  |

| 31ª giornata |  | – |  |  |

| 32ª giornata |  | – |  |  |

| 33ª giornata |  | – |  |  |

| 34ª giornata |  | – |  |  |

### Coppa Italia

#### Turni preliminari
| Torre Annunziata 31 agosto 2025, ore 16:00 CEST Primo turno | Savoia | – |  | Stadio Alfredo Giraud |

## Statistiche

### Statistiche di squadra
| Competizione         | Punti | In casa | In casa | In casa | In casa | In casa | In casa | In trasferta | In trasferta | In trasferta | In trasferta | In trasferta | In trasferta | Totale | Totale | Totale | Totale | Totale | Totale | M.I. |
| Competizione         | Punti | G       | V       | N       | P       | Gf      | Gs      | G            | V            | N            | P            | Gf           | Gs           | G      | V      | N      | P      | Gf     | Gs     | M.I. |
| -------------------- | ----- | ------- | ------- | ------- | ------- | ------- | ------- | ------------ | ------------ | ------------ | ------------ | ------------ | ------------ | ------ | ------ | ------ | ------ | ------ | ------ | ---- |
| Serie D              | -     |         |         |         |         |         |         |              |              |              |              |              |              |        |        |        |        |        |        |      |
| Coppa Italia Serie D |       |         |         |         |         |         |         |              |              |              |              |              |              |        |        |        |        |        |        |      |
| Totale               | -     |         |         |         |         |         |         |              |              |              |              |              |              |        |        |        |        |        |        |      |

### Andamento in campionato
| Giornata  | 1 | 2 | 3 | 4 | 5 | 6 | 7 | 8 | 9 | 10 | 11 | 12 | 13 | 14 | 15 | 16 | 17 | 18 | 19 | 20 | 21 | 22 | 23 | 24 | 25 | 26 | 27 | 28 | 29 | 30 | 31 | 32 | 33 | 34 |
| --------- | - | - | - | - | - | - | - | - | - | -- | -- | -- | -- | -- | -- | -- | -- | -- | -- | -- | -- | -- | -- | -- | -- | -- | -- | -- | -- | -- | -- | -- | -- | -- |
| Luogo     |   |   |   |   |   |   |   |   |   |    |    |    |    |    |    |    |    |    |    |    |    |    |    |    |    |    |    |    |    |    |    |    |    |    |
| Risultato |   |   |   |   |   |   |   |   |   |    |    |    |    |    |    |    |    |    |    |    |    |    |    |    |    |    |    |    |    |    |    |    |    |    |
| Posizione |   |   |   |   |   |   |   |   |   |    |    |    |    |    |    |    |    |    |    |    |    |    |    |    |    |    |    |    |    |    |    |    |    |    |

Legenda:

Luogo: C = Casa; T = Trasferta. Risultato: V = Vittoria; N = Pareggio; P = Sconfitta.

### Statistiche dei giocatori
Sono in corsivo i calciatori che hanno lasciato la società a stagione in corso.
| Giocatore       | Serie D  | Serie D | Serie D     | Serie D    | Coppa Italia Serie D | Coppa Italia Serie D | Coppa Italia Serie D | Coppa Italia Serie D | Totale   | Totale | Totale      | Totale     |
| Giocatore       | Presenze | Reti    | Ammonizioni | Espulsioni | Presenze             | Reti                 | Ammonizioni          | Espulsioni           | Presenze | Reti   | Ammonizioni | Espulsioni |
| --------------- | -------- | ------- | ----------- | ---------- | -------------------- | -------------------- | -------------------- | -------------------- | -------- | ------ | ----------- | ---------- |
| R. Battilo      | 0        | 0       | 0           | 0          | 0                    | 0                    | 0                    | 0                    | 0        | 0      | 0           | 0          |
| G. Bitonto      | 0        | 0       | 0           | 0          | 0                    | 0                    | 0                    | 0                    | 0        | 0      | 0           | 0          |
| C. Borrelli     | 0        | 0       | 0           | 0          | 0                    | 0                    | 0                    | 0                    | 0        | 0      | 0           | 0          |
| A. Cadili       | 0        | 0       | 0           | 0          | 0                    | 0                    | 0                    | 0                    | 0        | 0      | 0           | 0          |
| Checa           | 0        | 0       | 0           | 0          | 0                    | 0                    | 0                    | 0                    | 0        | 0      | 0           | 0          |
| F. D'Angelo     | 0        | 0       | 0           | 0          | 0                    | 0                    | 0                    | 0                    | 0        | 0      | 0           | 0          |
| F. D'Antuono    | 0        | 0       | 0           | 0          | 0                    | 0                    | 0                    | 0                    | 0        | 0      | 0           | 0          |
| F. De Lorenzo   | 0        | -0      | 0           | 0          | 0                    | -0                   | 0                    | 0                    | 0        | -0     | 0           | 0          |
| L. Di Lauro     | 0        | -0      | 0           | 0          | 0                    | -0                   | 0                    | 0                    | 0        | -0     | 0           | 0          |
| D. Esposito     | 0        | 0       | 0           | 0          | 0                    | 0                    | 0                    | 0                    | 0        | 0      | 0           | 0          |
| C. Favetta      | 0        | 0       | 0           | 0          | 0                    | 0                    | 0                    | 0                    | 0        | 0      | 0           | 0          |
| A. Fiasco       | 0        | 0       | 0           | 0          | 0                    | 0                    | 0                    | 0                    | 0        | 0      | 0           | 0          |
| V. Frasson      | 0        | 0       | 0           | 0          | 0                    | 0                    | 0                    | 0                    | 0        | 0      | 0           | 0          |
| F. Forte        | 0        | 0       | 0           | 0          | 0                    | 0                    | 0                    | 0                    | 0        | 0      | 0           | 0          |
| F. Ledesma      | 0        | 0       | 0           | 0          | 0                    | 0                    | 0                    | 0                    | 0        | 0      | 0           | 0          |
| F. Meola        | 0        | 0       | 0           | 0          | 0                    | 0                    | 0                    | 0                    | 0        | 0      | 0           | 0          |
| E. Morelli      | 0        | 0       | 0           | 0          | 0                    | 0                    | 0                    | 0                    | 0        | 0      | 0           | 0          |
| D. Muñoz        | 0        | 0       | 0           | 0          | 0                    | 0                    | 0                    | 0                    | 0        | 0      | 0           | 0          |
| A. Negro        | 0        | 0       | 0           | 0          | 0                    | 0                    | 0                    | 0                    | 0        | 0      | 0           | 0          |
| N. Pellino      | 0        | -0      | 0           | 0          | 0                    | -0                   | 0                    | 0                    | 0        | -0     | 0           | 0          |
| L. Piccolo      | 0        | 0       | 0           | 0          | 0                    | 0                    | 0                    | 0                    | 0        | 0      | 0           | 0          |
| G. Pinna        | 0        | 0       | 0           | 0          | 0                    | 0                    | 0                    | 0                    | 0        | 0      | 0           | 0          |
| P. Pisacane     | 0        | 0       | 0           | 0          | 0                    | 0                    | 0                    | 0                    | 0        | 0      | 0           | 0          |
| Z. Rioda        | 0        | 0       | 0           | 0          | 0                    | 0                    | 0                    | 0                    | 0        | 0      | 0           | 0          |
| D. Russo        | 0        | 0       | 0           | 0          | 0                    | 0                    | 0                    | 0                    | 0        | 0      | 0           | 0          |
| P. Schiavi      | 0        | 0       | 0           | 0          | 0                    | 0                    | 0                    | 0                    | 0        | 0      | 0           | 0          |
| L. Sciammarella | 0        | -0      | 0           | 0          | 0                    | -0                   | 0                    | 0                    | 0        | -0     | 0           | 0          |
| M. Sellaf       | 0        | 0       | 0           | 0          | 0                    | 0                    | 0                    | 0                    | 0        | 0      | 0           | 0          |
| J. Tiveron      | 0        | 0       | 0           | 0          | 0                    | 0                    | 0                    | 0                    | 0        | 0      | 0           | 0          |
| F. Umbaca       | 0        | 0       | 0           | 0          | 0                    | 0                    | 0                    | 0                    | 0        | 0      | 0           | 0          |

## Giovanili

### Organigramma
Di seguito l'organigramma societario per la stagione 2025-2026
Area direttiva
- Presidente settore giovanile e Academy: Lucio D'Avino
- Responsabile amministrativo: Salvatore Apicella

Area tecnica
- Responsabile: Antonio Marasco
- Responsabile Settore Giovanile Agonistico e Attività di Base: Stefano Cirillo